# Devotion (album d'Avishai Cohen)
Albums de Avishai Cohen
Adama
(1998) Colors
(2000)
Devotion est un album d'Avishai Cohen paru en 1999.

## Liste des titres
1. El Capitan & The Ship at Sea
2. The Gift
3. Bass Suite #3 Part 1
4. Ot Kain
5. Angels Of Peace
6. Ti Da Doo Di Da
7. Linda De Mi Corazon
8. Deep Blue
9. Igor
10. Slow Tune
11. Negril
12. Musa
13. Candela City
14. Bass Suite #3 Part 2